# 대류 억제
대류 억제(Convective inhibition, CIN 또는 CINH)는 공기 덩어리가 표면에서 자유 대류 수준까지 상승하는 것을 방지하는 에너지의 양을 나타내는 기상학의 수치적 척도이다.
CIN은 환경이 공기 덩어리에 가하는 음부력 에너지를 극복하는 데 필요한 에너지의 양이다. 대부분의 경우 CIN이 존재하면 지면에서 자유대류(LFC) 수준까지의 층을 덮는다. 공기 덩어리에 가해지는 음부력 에너지는 공기 덩어리가 그것을 둘러싸고 있는 공기보다 더 차갑기 때문에(밀도가 더 높기 때문에) 공기 덩어리가 아래쪽으로 가속되는 원인이 된다. CIN이 지배하는 공기층은 그 위나 아래의 공기층보다 더 따뜻하고 안정적이다.
대류 억제가 측정되는 상황은 따뜻한 공기층이 특정 공기 영역 위에 있을 때이다. 차가운 공기 덩어리 위에 따뜻한 공기가 있으면 차가운 공기 덩어리가 대기 중으로 상승하는 것을 방지하는 효과가 있다. 이는 안정적인 공기 영역을 생성한다. 대류 억제는 더 차가운 공기 패킷을 상승시키는 데 필요한 에너지의 양을 나타낸다. 이 에너지는 전선, 가열, 습윤 또는 유출 및 해풍 경계 또는 지형 리프트와 같은 중규모 수렴 경계에서 비롯된다.
일반적으로 대류 억제 수치가 높은 지역은 안정적인 것으로 간주되며 뇌우가 발생할 가능성이 거의 없다. 개념적으로는 CAPE와 반대이다.
CIN은 뇌우와 같은 대류 날씨를 생성하는 데 필요한 상승 기류를 방해한다. 그러나 대류성 폭풍 동안 가열 및 가습에 의해 많은 양의 CIN이 감소하면 CIN이 없을 때보다 폭풍이 더 심해질 것이다.
CIN은 저고도 건조한 공기 이류와 표면 공기 냉각에 의해 강화된다. 표면 냉각으로 인해 작은 캡핑 반전이 위쪽으로 형성되어 공기가 안정된다. 들어오는 기상 전선과 단파는 CIN의 강화 또는 약화에 영향을 미친다.

## 같이 보기
- 대기열역학
- 평형 고도